# مسجد شاه ابوالقاسم
مسجد شاه ابوالقاسم مربوط به سدهٔ ۵ و ۶ ه.ق است و در یزد، محله شاه ابوالقاسم، مقابل بقعه سید عبدالنبی واقع شده و این اثر در تاریخ ۷ مهر ۱۳۸۱ با شمارهٔ ثبت ۶۳۲۰ به‌عنوان یکی از آثار ملی ایران به ثبت رسیده است.